# Kaiserjäger (Band)
Kaiserjäger war eine Rechtsrock-Band aus der italienischen Provinz Südtirol, die Anfang der 2000er Jahre aktiv war. Sie wurde einer breiten Öffentlichkeit bekannt, nachdem publik wurde, dass Philipp Burger, der Sänger der Band Frei.Wild, und Joachim Bergmeister von Unantastbar Mitglieder dieser Band waren.

## Bandgeschichte
Kaiserjäger waren Anfang der 2000er Jahre in Südtirol und Österreich aktiv und bestanden neben Sänger und Gitarrist Burger und Schlagzeuger Bergmeister aus einem weiteren, ungenannten Mitglied. Sie veröffentlichten 2000 die Demo-CD Raff dich auf.
Die Band löste sich nach einem Konzert am 13. Januar 2001 auf, das in einer Massenschlägerei endete. Hintergrund war, dass Kaiserjäger die italienische Skinhead-Gruppierung Veneto Fronte Skinheads zu einem Konzert eingeladen hatte. Doch im Vorfeld gab es wohl Drohungen von Südtiroler Skinheads. Die Veneto Fronte Skinheads griffen die Südtiroler daraufhin mit Baseballschlägern an. Noch am gleichen Abend hätten die Bandmitglieder dann beschlossen, die Gruppe aufzulösen.

## Ideologie
Die Texte der Band waren pro-österreichisch gehalten und propagierten die Treue zum österreichischen Kaiser. Der Name der Band basiert auf den K.u.k. Kaiserjägern, der Armee Österreich-Ungarns, die im 19. Jahrhundert im Dienst des Kaisers von Österreich standen. Die Texte nehmen Bezug auf Österreich und tragen Titel wie „Andreas Hofer“ (Tiroler Freiheitskämpfer), „Österreich“ und „Kaiser Franz“. Tatsächlich bezeichneten einige Medien die Band daher auch als „österreichisch“. Weitere Texte beinhalten den Skinhead-Kult. In den Medien werden meist die beiden Textzeilen „Eine Gruppe Glatzen kämpft dagegen an, gegen Weicheier wie Raver und Hippies und Punks“ und „Heil dem Kaiser, Heil dem Lande, Österreich wird ewig stehen“ zitiert. In der Zeitschrift Punkrock! wurde allerdings ein Textauszug aus dem Lied Scheiß Gesellschaft abgedruckt, in dem ausländerfeindliche Aussagen getroffen wurden. Dort heißt es: „die wandern bald bei uns ein, dann werden wir hier die Ausländer sein, dann denkt ihr zurück wovor wir euch heute warnen […] Ich hasse diese ganze Gesellschaft, diese Neger und Yugos, werden sesshaft, doch den größten Teil der Schuld trägt numal ihr, weshalb hab’n wir auch dieses Gesindel hier!“  Im Booklet, vermutlich von Bootleg-Versionen des Demos befinden sich Bandfotos aus jener Zeit, die Bandmitglieder, darunter auch Burger, mit Hitler- bzw. Kühnengruß zeigen.
Nachdem bekannt wurde, dass Burger in der Band Kaiserjäger gespielt hatte, bestritt er, dass es sich um eine Nazi-Band gehandelt habe. Er bezeichnete seine frühen musikalischen Bestrebungen als „Band von drei Jugendlichen, die darin ein dreiviertel Jahr lang Akkorde geübt hat. Es ging um Liebe, Freundschaft und Alkohol.“
Das Lied Südtirol von Frei.Wild, veröffentlicht auf dem Album Wo die Sonne wieder lacht (2003), soll noch aus Kaiserjäger-Zeiten stammen.

## Diskografie
- 2000: Raff dich auf (Demo)